# Grogol (Grogol Petamburan)
Grogol is een kelurahan in het onderdistrict Grogol Petamburan, Jakarta Barat in het westen in de provincie Jakarta, Indonesië. Grogol telt 22.012 inwoners (volkstelling 2010).